# Pentaphylla gieseckiei
Pentaphylla gieseckiei är en skalbaggsart som beskrevs av Dewailly 1950. Pentaphylla gieseckiei ingår i släktet Pentaphylla och familjen Melolonthidae. Inga underarter finns listade i Catalogue of Life.